# Фрителли
Фрителли (корс. Fritelle, ед. ч. Fritella) — корсиканские жаренные во фритюре пончики, тесто для которых готовится из пшеничной либо из каштановой муки. В последнем случае  называются корс. Fritelle castagnine. пшеничные фрителли распространены также во многих областях Италии.

## Приготовление каштановой муки
Согласно источнику 1880 года, каштаны, подходящие для приготовления муки, должны были быть упавшими с дерева (трясти деревья, чтобы сбить их, не рекомендовалось). Затем орехи отвозили в хижины и помещали в лотки глубиной шесть дюймов, где их медленно готовили на огне до тех пор, пока они не затвердеют и не высохнут. В таком состоянии они могли храниться годами и перемалывались в муку, «как кукурузную или пшеничную», из которой затем делали фрителли или другие блюда, такие как «пульента» (полента), неччи, паттони, кастаньяччо и чиальди .

## Технология приготовления
Основными ингредиентами являются: мука, молоко, оливковое масло, сахар и соль. Тесто может быть дрожжевым или бездрожжевым, с добавлением ванили, изюма, цукатов и орешков пинии (средиземноморский аналог кедровых орехов).